# Purpurek białobrzuchy
Purpurek białobrzuchy, purpurek molucki (Pericrocotus lansbergei) – gatunek ptaka z podrodziny purpurków (Pericrocotinae) w rodzinie liszkojadów (Campephagidae). Słabo poznany ptak występujący na Małych Wyspach Sundajskich, według IUCN nie jest zagrożony wyginięciem.

## Zasięg występowania
Purpurek białobrzuchy występuje na wyspach Sumbawa i Flores, w grupie Małych Wysp Sundajskich.

## Taksonomia
Gatunek po raz pierwszy naukowo w 1886 roku opisał szwajcarski zoolog Johann Büttikofer na łamach czasopisma „Notes from the Leyden Museum”. Jako miejsce typowe odłowu holotypu Büttikofer wskazał miejscowość Bima na wyspie Sumbawa. Holotyp zebrał i dostarczył do Muzeum Historii Naturalnej w Lejdzie holenderski administrator kolonialny Johan Willem van Lansberge.
P. lansbergei tworzy nadgatunek z P. cinnamomeus i P. igneus; czasami traktowany jest jako gatunek konspecyficzny z wyżej wymienionymi gatunkami. Gatunek monotypowy.

### Etymologia
Nazwa rodzajowa: gr. περι peri – bardzo, dookoła; κροκωτος krokōtos – złoto-żółty, od κροκος krokos – szafran. Epitet gatunkowy honoruje Johana Willema van Lansberge’a (1830–1905), holenderskiego administratora kolonialnego, gubernatora Holenderskich Indii Wschodnich w latach 1875–1881.

## Morfologia
Długość ciała 16 cm. Samiec ma błyszczącą czarną głowę, płaszcz, barkówki i górne części piersi, pomarańczowo-czerwony zad i pokrywy nadogonowe; pokrywy nadskrzydłowe czarniawe, pomarańczowo-czerwone na środku, dużych pokrywach i u podstawach lotek. Centralna para piór ogonowych czarna, reszta pomarańczowo-czerwona; piersi i górna część boku ciała pomarańczowo-czerwona, reszta spodu ciała zwykle koloru białego. Tęczówki ciemnobrązowe, dziób i nogi czarne. U samicy czarne obszary występujące u samca są koloru jasnobrązowego, zad jest matowo żółty, zaś gardło i spód ciała są koloru całkowicie szarawo-białego do białego. Osobniki niedojrzałe przypominają samicę.

## Ekologia
Purpurek białobrzuchy zamieszkuje otwarty las typu parkowego z rzadkim podszytem; występuje również w lasach pierwotnych, wtórnych i nadrzecznych. Występuje na wysokości do 1150 m n.p.m. na Sumbawa i do 1820 m n.p.m. na Flores, jednak widywany głównie poniżej 500 m n.p.m. Odzywa się cichym, wibrującym głosem. Odżywia się głównie małymi stawonogami. Zazwyczaj pokarm zdobywa w parach lub małych grupach, często łączy się w stada z innymi gatunkami ptaków. Sezon lęgowy przypada na okres od kwietnia do czerwca, brak innych informacji na temat lęgów.

## Status
W Czerwonej księdze gatunków zagrożonych Międzynarodowej Unii Ochrony Przyrody został zaliczony do kategorii LC (ang. Least Concern – najmniejszej troski). Gatunek o ograniczonym zasięgu występowania. Ogólnie uznawany za rzadki, ale lokalnie może być umiarkowanie pospolity. Populacja tego ptaka wydaje się być stabilna ze względu na brak dowodów na jakiekolwiek spadki lub istotne zagrożenia.